# Call of Duty: Finest Hour
Call of duty: Finest Hour es un videojuego de disparos en primera persona y spin-off del primer Call of Duty, que pone de escenario nuevamente la Segunda Guerra Mundial. Es el tercer videojuego de esta exitosa serie y el primero que da el salto a las consolas PlayStation 2, Gamecube, y Xbox.

## Misiones
A lo largo del juego jugaremos en 19 nuevas misiones que ponen de protagonistas a los soviéticos, ingleses, y estadounidenses.

### Campaña soviética
Personajes: soldado Aleksandr Sokolov, teniente Tanya Pavelovna y teniente Nikolai Badanov
- ¡Ni un paso atrás!: Como soldado soviético, llegas a la ciudad de Stalingrado, la ciudad está consumida por las ruinas y la destrucción y los soldados rusos mueren en masa. Nada más llegar debes reunirte con el sargento Puskov que será tu guía en esta misión, debes avanzar por el puerto y despejar una refinería de alemanes, tras hacerlo, debes unirte a un contraataque que debe dirigirse a reconquistar la colina Mámaiev Kurgan, pero es un contraataque suicida, así que junto a Puskov debes acudir al edificio objetivo y tomarlo.

- La bandera caerá: Al llegar al edificio, debes despejar las salas junto al sargento Puskov, luego, llegas a una ventana donde se puede ver la colina, desde allí, debes usar la ametralladora montada y eliminar a los soldados alemanes, pero un francotirador nazi te ve y te dispara, aunque Puskov te empuja y recibe el disparo y muere. Al poco, llega una mujer que elimina al francotirador y te ordena dirigir a los hombres en la toma de la colina. Debes despejar los búnkeres de ametralladoras y luego, tomar el búnker principal, tras hacerlo, debes retirar la bandera nazi y con eso, la colina Mamayev Kurgan estará tomada.

- En su punto de mira: Ahora eres Tanya Pavelovna, teniente del Ejército Rojo y experta francotiradora (está basada en la amante de Vasili Zaitsev, Tanya Chernova). Tanya y Aleksandr están en un edificio, al poco, Tanya elimina a un soldado alemán pero un pelotón de soldados nazis se dirige hacia ellos, aunque Tanya y Aleksandr logran eliminar a los suficientes soldados para atraer la atención de un tanque Panzer IV, tras eliminar a su dotación, un zapador coloca una mina en su camino y destruye el tanque. Al poco llega un soldado llamado Viktor Kirelenko que os pide ayuda para llegar a la fábrica de tractores, debes ir por las cloacas hasta llegar a la fábrica. (Durante el camino, el soldado Kirelenko muere)

- Defender la fábrica: Al llegar a la fábrica, un comisario te dice que necesitan un francotirador para contener el ataque alemán, debes contener el ataque nazi durante 10 minutos, para ello cuentas con la ayuda de Sokolov y varios soldados. Debes proteger las puertas y evitar que los alemanes las destruyan con Panzerschreck. Tras los 10 minutos, aparece un tanque Panzer IV, pero llega la dotación del tanque rusa, debes cubrir a la dotación, pero uno de ellos queda herido y debes curarle con un botiquín, (si te has quedado sin botiquines debes reiniciar la partida), tras eso, la dotación, tú y Sokolov entraréis en el tanque, destruiréis el Panzer IV y podréis escapar de la fábrica.

- Avería: Ahora eres el teniente Nikolai Badanov. Durante el escape, el tanque T-34 queda averiado y comienza a echar humo, el sargento Belinki debe parar a repararlo, pero tú y el resto sois sorprendidos por una avanzadilla alemana y debes proteger a Belinki mientras repara el tanque, pero al poco, llega un Panzer IV y ataca a Tanya dejándola sepultada. Tras eso, escapáis en el T-34 pues el cuartel general está siendo asediado, debes acudir al cuartel y contener a los alemanes atacantes, luego, reunirte con el general Belov que te ordenará llevar una radio a la torre de comunicaciones que está más allá de la Plaza Roja. Antes de marchar, Tanya llegará al cuartel herida junto a Aleksandr.

- A la Plaza Roja: Debes cruzar la Plaza Roja, pero esta está repleta de tanques alemanes y MG-42. Tras despejar la plaza debes llegar a la estación de tren, al llegar debes despejar las habitaciones y llegar a la torre de comunicaciones, una vez entregada la radio, el general Belov puede usar los cohetes Katyusha para destruir una columna acorazada alemana.

- Operación: Pequeño Saturno: Ahora es diciembre y las tornas han cambiado, ahora los alemanes deben defenderse, el objetivo es capturar un aeródromo alemán donde hay muchos cargamentos de suministros listos para llevar a Stalingrado. Tras llegar al aeródromo, debes despejarlo y una vez hecho, regresar al tanque para continuar con el objetivo.

- Sabotaje de aviones: Tras cruzar el aeródromo, debes llegar a los aeródromos de Tatsinskaya y destruir los aviones restantes, aunque el camino está repleto de soldados y tanques alemanes. Debes destruir la mayor cantidad de aviones posible, tras hacerlo, recibirás un mensaje de que hay un cuartel general en la zona. Debes ir junto al pelotón al cuartel general, despeja las defensas de la entrada y despeja el cuartel de soldados alemanes, tras eso, debes coger los documentos alemanes para llevarlos al cuartel general.

### Campaña inglesa
Personajes: soldado Edward Carlyle
- Misión: Matmata: Eres el soldado Edward Carlyle y estás en medio del norte de África en plena Campaña de Túnez. El sargento Starkey te ordena ir junto a unos soldados y capturar silenciosamente las posiciones alemanes, una vez hecho, os reuniréis todos y debéis destruir la torre de comunicaciones para cortar las comunicaciones entre los soldados alemanes, tras destruir la torre, debes acudir al generador de electricidad y destruirlo.

- Sabotaje de depósitos: Tras destruir el generador, el sargento Starkey te dice que el general alemán Rommel planea una avanzadilla con los tanques y la misión es destruir los depósitos de combustible para retrasar su avance. Durante el camino, los alemanes se han percatado de vuestra presencia y os atacarán, tras llegar a los depósitos, debes destruirlos usando cargas de C4 y escapar de Matmata en un jeep junto al sargento Starkey.

- Viaje por el desierto: Ahora estás en pleno desierto, pero el jeep debe repostar y mientras el sargento Starkey reposta el jeep, un francotirador alemán abate a uno de los soldados, debes eliminarlo pero llamas la atención de los alemanes, tras eso, debéis escapar con el jeep y usa la ametralladora montada para eliminar a los soldados alemanes por el camino, pero durante la huida, te ordenan dirigirte a una vieja fortaleza donde unos soldados británicos están atrapados, pero al llegar a la fortaleza, el jeep vuelca y el sargento Starkey y tu quedáis malheridos.

- La fortaleza: Al llegar a la fortaleza, los soldados británicos tratan de tomarla pero los alemanes los rechazan, debes rodearla y rescatar a un sargento que está capturado dentro, tras despejar la fortaleza, rescatas al sargento Dehart (Dehart debe sobrevivir a la misión). Tras eso, te informan de que un cartógrafo está capturado en otra parte de la fortaleza, debes llegar hasta allí y rescatarlo eliminando las posiciones alemanas, tras rescatarlo, el sargento Starkey se reencontrará con todos y los cuatro escaparéis del lugar.

### Campaña estadounidense
Personajes: Sargento (después teniente) Chuck Walker y sargento Sam Rivers.
- La primera en caer: Eres Chuck Walker, en plena guerra para entrar en Alemania. El mando ha ordenado capturar la ciudad de Aquisgrán. La misión es conducir los tanques y el M12 hasta el ayuntamiento para destruirlo, tras hacerlo, la ciudad estará casi tomada, pero por el camino hay que despejar los edificios y las posiciones de soldados alemanes (La más Difícil).

- Pasaje subterráneo: Tras destruir el ayuntamiento debes bajar a las cloacas donde algunos soldados alemanes se refugian y atacan a la columna de Shermans saliendo desde las alcantarillas. Usando cargas de C4 debes destruir las escaleras que conducen a la superficie, aunque las cloacas están infestadas de soldados alemanes, una vez hayas destruido las escaleras la misión habrá concluido.

- Aquisgrán se rinde: Tras haber despejado las alcantarillas, la siguiente misión es capturar Aquisgrán de una vez por todas, para ello debes eliminar a los soldados alemanes que te encuentres por el camino y eliminar a una columna acorazada de tanques Panzer IV que bloquean el camino a los Shermans.

- Saliendo a luchar: Ahora eres el sargento Sam Rivers y diriges una columna de tanques M4 Sherman. La misión capturar el pueblo de Tillet en Bélgica para bloquear el suministro de los alemanes que atacan Bastogne. Por el camino debes ir capturando los pueblos que estarán infestados de soldados y tanques alemanes, además de cañones contracarro Flak 88. Tras tomar los pueblos debes ir avanzando hasta el siguiente y así sucesivamente, una vez has tomado todos los pueblos en dirección a Tillet, el mando te ordena cancelar la misión pues es demasiado arriesgada, pero como ya la has cumplido no hay problema.

- Camino a Remagen: Vuelves a ser Chuck Walker ahora ascendido a teniente junto al sargento (antes cabo) Church. La misión es cruzar la bonita ciudad de Remagen, pues el mando sospecha que aún hay un puente en pie que cruza el río Rin, aunque la misión es arriesgada pues no se sabe si el puente sigue en pie, hay que cumplirla, la ciudad está desierta y solo hay algunos soldados alemanes dispersos, una vez se confirma que el puente está en pie se puede avanzar para tomarlo lo antes posible.

- El último puente en pie: Ahora que ya se sabe que el puente está en pie, hay que cruzarlo antes de que los alemanes intenten volarlo. El camino será difícil pues hay que proteger al M12 de los ataques. El sargento Sam Rivers que antes estaba en Bélgica se une a la lucha junto a ti. Debes despejar los barracones y posiciones alemanas y tras llegar al puente hay que intentar tomarlo a toda costa.

- Penetrando en el corazón: La última misión del juego. El puente de Remagen está intacto pero hay posiciones de MG-42 tanto en búnkeres al lado del puente como al otro lado, debes despejarlos y entrar en la torre izquierda del puente donde hay algunos alemanes atrincherados. Una vez despejada la torre, unos bombarderos en picado Stuka alemanes llegan para ayudar a sus soldados, debes usar el cañón antiaéreo y eliminar a algunos de ellos (el resto huirán), una vez hecho, el puente estará tomado y los tanques pueden penetrar hacia el interior de Alemania.

## Personajes

### Manejables
- Aleksandr Sokolov: Un chico de 20 años, criado en Stalingrado, desde siempre quiso ser relojero pero con el estallido de la guerra se presentó voluntario. Lo controlamos en las dos primeras misiones del juego.

- Tanya Pavelovna: Una chica de 25 años. Cuando los nazis llegaron a su pueblo natal Tanya quedó separada de su familia, cuando tomó un rifle de francotirador eliminó a cuatro alemanes ella sola, por lo tanto fue enviada a Stalingrado.

- Nikolai Badanov: Tras casarse, Badanov comenzó a trabajar en una fábrica de tanques en Leningrado, pero Badanov pronto comenzó a luchar y consiguió su propia dotación de tanque en un T-34.

- Edward Carlyle: Harto de su trabajo, Carlyle decidió alistarse en el Ejército Británico y fue enviado al norte de África a un pelotón de sabotaje en el Ejército Privado de Popski bajo el mando del sargento Starkey.

- Chuck Walker: Walker posee una veteranía en la guerra, estuvo en el Día D, luchó en Sicilia y en Francia, ahora se le ha encargado dirigir la columna acorazada que tomara la primera ciudad alemana en caer, Aquisgrán.

- Sam Rivers: Tras casarse con su novia, Rivers ingresó en el ejército de los Estados Unidos. Allí sufrió problemas de marginación debido a su color de piel, pero al comprobar sus técnicas de combate pronto comenzó a ser respetado. Se le encomendó capturar la ciudad belga de Tillet.

### No manejables
- Oleg Puskov: Puskov es sargento del Ejército Rojo y será el guía de Sokolov en las primeras misiones, además le enseñará como luchar y usar un arma. Muere por el disparo de un francotirador nazi al proteger a Sokolov.

- Viktor Kirelenko: Kirelenko es uno de los soldados encargados de proteger la fábrica de tractores, el comisario Sergei Konstantinov lo manda a buscar refuerzos y encuentra a Aleksandr y Tanya, pero al ir hacia la fábrica, el camino está bloqueado por un Panzer IV y varias MG-42 así que deben meterse en las alcantarillas, Kirelenko puede morir o no.

- Dimitri Petrov: El 2º al mando en el tanque de Nikolai Badanov, es el único miembro de su dotación que no muere.

- Fyodor Belinki: Belinki es el mecánico del tanque T-34 de Badanov. En una misión debe reparar el tanque averiado.

- Leonidas Belov: Un general del Ejército Rojo, su cuartel general está cerca de la Plaza Roja. Belov le ordena a Badanov ir a buscar una nueva radio, cuando Badanov la consigue, Belov transmite las órdenes y destruya una columna acorazada alemana de tanques Panzer IV.

- Bob Starkey: Un sargento del Ejército Privado de Popski, es el líder del pelotón donde está Carlyle y le da órdenes en todas sus misiones.

- Allen Rowe: Rowe es un soldado del Ejército Británico y guardaespaldas del sargento Dehart, también fue capturado por los alemanes, pero Rowe puede morir o no.

- Jack Dehart: Dehart es un sargento del Ejército Británico, fue capturado por los alemanes y liberado por Carlyle, luego se reúne con el sargento Starkey.

- Benny Church: Un cabo (después sargento) que acompaña al sargento (después teniente) Chuck Walker en todas sus misiones, lleva mucho tiempo luchando al lado de Walker y tiene bastante confianza con él.

- Frank Kowalski: Es compañero del sargento Rivers en su dotación de tanques M4 Sherman. Kowalski da instrucciones a Rivers aunque su tanque puede ser destruido.

## Armas
Armas del Ejército Soviético
- Mosin-Nagant: Fusil de cerrojo muy preciso y potente, ideal para largas distancias. Aunque posee una escasa cadencia de tiro y no es muy eficaz contra grandes cantidades de enemigos.

- PPSh-41: También conocido como Pah-pah-sah o pistola-eructo, el PPSh-41 suele ser empleado por sargentos y oficiales. Tiene una altísima cadencia de tiro y es ideal para neutralizar enemigos a distancias cortas. Pero no es muy preciso y sus disparos no son muy potentes.

- DPM: La Degtyaryova Pakhotnyi abreviada como DPM pesaba 9,5 kg. Aunque era simple y accionada por los gases del disparo, podía disparar una ráfaga de disparos impresionante. Era incluso más eficaz si se usaba con bípode.

- RGD-33: Una granada de mango. Las RGD-33 son especialmente útiles contra enemigos atrincherados o contra objetivos humanos fijos. Pero no es muy útil contra vehículos acorazados. Esta granada se hizo popular porque el fallecido expresidente ruso Borís Yeltsin perdió dos dedos de su mano izquierda cuando una de estas granadas le estalló en la mano.

Armas del Ejército Estadounidense
- M1 Garand: El primer fusil semiautomático de la historia. El Garand era potente, preciso y fiable además de tener un peso ligero en comparación con otros fusiles. Su principal problema es que al momento de recargar el peine realiza un sonido muy característico y que puede ser percibido por el enemigo.

- Thompson: El subfusil Thompson es muy eficaz en distancias cortas y sus disparos son bastante potentes. Apodado Tommy Gun, esta arma es sin duda una de las más conocidas. Podía equipársele un tambor para la munición. Su principal problema es que no era muy preciso a larga distancia.

- BAR: El fusil automático Browning pesaba 9 kg. Era un arma de apoyo muy eficaz, preciso, potente y con una buena cadencia de tiro. Aunque debido a su gran peso, resultaba difícil de manejar.

- Browning .30: La Browning .30 es una ametralladora media, especialmente útil si se usa con bípode o en un vehículo. Está considerada como una de las ametralladoras más fiables producidas hasta la fecha.

- Springfield: El Springfield es un fusil de francotirador creado tras la guerra hispano-americana. Equipado con una mira telescópica, el Springfield resolvió los problemas del ejército estadounidense de poseer un fusil de francotirador fiable. Gran alcance y potencia pero hay que recargar tras cada disparo.

- M3A1: La denominada Pistola engrasadora era perfecta para usarla desde el interior de un tanque, debido a su ligero peso y su alta cadencia de disparo. Su apodo deriva de su parecido con una engrasadora a presión.

- Mark 2: Una granada de fragmentación. Tienen una alta carga explosiva y a diferencia de las granadas alemanas, la Mark 2 confía más en su capacidad de fragmentación que en su capacidad explosiva. Tenía un radio de impacto de 46 metros.

Armas del Ejército Británico
- Lee-Enfield: Diseñado en 1907, el Lee-Enfield fue el fusil británico estándar en ambas guerras mundiales. Puede cargar 10 cartuchos y sus disparos son precisos y potentes, con una cadencia de tiro lenta.

- Sten Mark 2: Un subfusil simple y fiable. Su peso ligero y su alta cadencia lo hacen ideal para despejar trincheras o habitaciones y en combates a corta distancia. Una curiosidad por parte del Sten es que solo se necesitaba 5 horas para su fabricación debido a su diseño extremadamente simple.

- Bren LMG: La Bren es una ametralladora creada para apoyo al pelotón, aunque tiene un gran tamaño y es pesada, se hace más precisa si se utiliza con un bípode.

Armas del Ejército Alemán
- Kar 98k: El fusil estándar de la infantería alemana. Era mortal en distancias largas debido a su potencia, precisión y alcance que hacían de él un fusil excelente. En algunas ocasiones se le solía equipar una mira telescópica para hacerlo aún más eficaz, pero no era muy útil en distancias cortas.

- MP40: El subfusil alemán por excelencia. Con una alta cadencia de tiro y un manejo sencillo debido a su ligero peso, el MP40 fue una revolución dentro de los subfusiles. En él se inspiraron otros subfusiles como el Sten británico o el M3A1 estadounidense.

- Gewehr 43: Un fusil semiautomático alemán. Debido a que la Wehrmacht no disponía de un fusil de francotirador eficaz, a los Gewehr 43 se les solía equipar una mira telescópica para usarlos como fusiles de francotirador. Su alta cadencia de tiro compensa su baja precisión en comparación con otros fusiles de francotirador.

- MG42: Una ametralladora media. La MG42 disponía de la cadencia de tiro más rápida de todas las armas de la Segunda Guerra Mundial. Aunque pesaba más de 11 kg, la MG42 se usaba con trípode para aumentar su precisión. Muchos expertos la siguen considerando la mejor ametralladora de la historia.

- Panzerschreck: Un lanzacohetes antitanque. Apodado el terror de los tanques, el Panzershreck disparaba un cohete que penetraba en el blindaje del tanque enemigo destruyéndolo de inmediato. Incluso los tanques más pesados pueden ser reducidos a chatarra, aunque esta arma no es muy eficaz contra infantería.

- Stielhandgranate: Apodada machaca-patatas, las granadas alemanas confiaban más en su capacidad explosiva que en la de fragmentación, al contrario que las granadas aliadas. Las granadas alemanas podían ser lanzadas a una mayor distancia debido a su mango.